# سفارت آرژانتین در آتن
سفارت آرژانتین در آتن (به لاتین: Embassy of Argentina) یک منطقهٔ مسکونی و نمایندگی سیاسی این کشور در یونان است که در آتن واقع شده‌است.